# Pena de Gall
La Pena de Gall és una muntanya de 782 metres que es troba al municipi d'Horta de Sant Joan, a la comarca de la Terra Alta.